# دهستان باهوکلات
دهستان باهوکلات، یکی از دهستان‌های بخش باهوکلات شهرستان دشتیاری در استان سیستان و بلوچستان ایران است. مرکز این دهستان، روستای دمپک بازار است.

## جمعیت
بر پایه سرشماری عمومی نفوس و مسکن در سال ۱۳۹۵، جمعیت دهستان باهوکلات برابر با ۲۳٬۹۲۰ نفر بوده‌است.